# Doborowa jednostka (film 1964)
Doborowa jednostka (ang. McHale's Navy) – amerykańska komedia wojenna z 1964 roku z Ernestem Borgninem w roli głównej. 
Jest to filmowa wersja (spin-off) popularnego w USA, ale nie emitowanego nigdy w Polsce serialu telewizyjnego pt. McHale's Navy. W latach 1962–66 powstało 138 odcinków tej produkcji. W 1997 powstała kolejna filmowa wersja serialu, w której również pojawił się Borgnine.

## Obsada
- Ernest Borgnine jako kom. por. Quinton McHale
- Tim Conway jako chorąży Charles "Chuck" Parker
- Joe Flynn jako kpt. Wallace B. Binghamton
- Bob Hastings jako por. Elroy Carpenter
- Carl Ballantine jako Lester Gruber
- John Wright jako Willy Moss
- Gary Vinson jako George "Christy" Christopher
- Gavin MacLeod jako Joseph "Happy" Haines
- Billy Sands jako Harrison "Tinker" Bell
- Edson Stroll jako Virgil Edwards
- Jean Willes jako Margot "Maggie" Monet
- Claudine Longet jako Andrea Bouchard
- George Kennedy jako Henri Le Clerc
- Yoshio Yoda jako Fuji Kobiaji
- Marcel Hillaire jako szef żandarmerii